# Yasuhiro Yamada
Yasuhiro Yamada (山田 泰寛, Yamada Yasuhiro) est un footballeur japonais né le 13 février 1968 à Minami-ku dans la préfecture de Hiroshima au Japon et mort le 8 avril 2013.